# Mariem Khelifi
Mariem Khelifi (ar. مريم الخليفي;ur. 1 kwietnia 2001) – tunezyjska judoczka. Srebrna medalistka mistrzostw Afryki w 2021, a także młodzieżowych igrzysk olimpijskich z 2018 roku.